# ドラゴンマガジン
『ドラゴンマガジン』（DRAGON MAGAZINE）は、株式会社KADOKAWA（富士見書房ブランド）が1988年から刊行しているライトノベル雑誌。ドラマガあるいはDMと略される。奇数月20日発売。
2005年11月号で250号を突破、2010年3月号で300号を突破した。
2025年5月号をもって休刊。

## 概略
1988年1月30日（3月号）の創刊以来、唯一の“月刊”ライトノベル雑誌として出版していたが、創刊20周年の2008年5月号（3月19日発売）より隔月刊化し、判型もA4判からB5判に縮小される。直後は、比例するかのようにページ数が増え、2010年3月号には494ページに達したが、2020年以降はおおよそ250ページ前後に落ち着いた。月刊時は毎月30日に発売されていた。誌名のロゴは合計4回（1991年、2008年、2011年、2019年）変更されている（2008年のは20周年のリニューアル（判型変更）に伴って行われた読者投票を参考にして採用）。なお、月刊時代には「FANTASY SENSATION」というキャッチコピーが付いていた。
2021年3月号より電子化されるようになった。発売日は紙雑誌が先となっており、奇数月30日発売。
本誌連載より数々のヒット作を生み出し、アニメ化された作品も多い。また、創刊当初から漫画連載も行っており、単行本として「ドラゴンコミックス」レーベルで発行しているが、2008年5月号からのリニューアルに伴い小説主体へと路線変更したため、それまで連載中だった漫画の多くが急遽打ち切りとなった。2010年9月号より、別冊付録『別冊 ちょこドラ。』にて漫画連載が再び始まり、vol.3号まで続いたが、全て『月刊ドラゴンエイジ』に移籍している。
漫画雑誌として、1992年に『月刊コミックドラゴン』が刊行されたが、2003年に他誌と統合され『月刊ドラゴンエイジ』になり廃刊している。
富士見ファンタジア文庫の母体雑誌であり、本編となる長編エピソードを文庫書き下ろしで発表し、そのサブエピソードやギャグなどの一話完結の短編を本誌で掲載する形式が主である。ソード・ワールドRPGを元にしたリプレイやシナリオ、『月刊ドラゴンエイジ』に連載されている漫画を逆にノベライズしている作品なども連載されている。
過去にはテーブルトークRPG専門誌『RPGドラゴン』が刊行されていた。
雑誌の付録は、ガメル連邦通貨のガメルシールに始まり、イラストレーターによるポスターがあったが、洋画『ロード・オブ・ザ・リング』のPVを収録したDVD付録を皮切りにしてDVD・CDといった光学ディスクも付属するようになった。2000年代中期から2010年代中期までフィギュアや付録文庫が付録となることもあった。最近ではドラゴンマガジンに掲載された特集をまとめた冊子やテーマを絞ったイラスト集が目に付くようになった。他にも主に掲載作品のグッズが付録として付属していた。
増刊号として『ファンタジアバトルロイヤル』があり、そちらも同様の発表形態で、2000年3月号から不定期での刊行を経てから季刊として発刊されていたが、2007年5月号をもって休刊した。

## 沿革
- 1988年 - 月刊誌として創刊。
- 2008年 - 隔月刊に移行し、判型がA4変型判からB5判に縮小。
- 2025年 - 5月号をもって休刊[2][3]。

## 変遷

### 創刊前の段階
ゲームブックのブームや、角川書店の角川文庫で1986年に行ったファンタジーフェアの成功を背景に、富士見ファンタジア文庫のレーベル創刊の企画が通り、「これをやるには新人賞が必要だ。新人賞をやるには雑誌が必要だろ」という流れで、角川書店から富士見書房に移籍した創刊責任者の小山洋が同社のSFファンタジー分野を広げるためドラゴンマガジン創刊を発案した。小山と一緒に企画を進めたのは安田猛で、後に同誌の二代目編集長も務めた。企画内容を作った時点で、角川春樹に持っていくと内容に賛同しつつ「雑誌名は『ファンタジア』がいいと思う」と述べられたが、角川歴彦に見せるとその誌名に否定的な意見を言われ「雑誌名は『ドラゴン』がいい」と提案される。『ドラゴンマガジン』の版権は学研が持っていたため、それをわざわざ買い取って誌名になった。角川歴彦は「ドラゴン」と名付けることでこれはRPG小説の雑誌であると思わせることを意識したものであるという発言もしている。

### アイドル表紙
刊行時は当時のアイドルがコスプレして表紙を飾っていた。創刊号の表紙は浅香唯だった。一緒に写っていた竜の人形はイメージキャラクター「ルー君」といい、2代目まで制作されていた。当時はSF物から刑事物まであらゆるジャンルの小説が掲載されていた。
- 浅香唯 - 1988年3月号(創刊号)
- 伊藤智恵理 - 1988年4月号
- 小川範子 - 1988年5月号
- 姫乃樹リカ - 1988年6月号、1988年11月号
- 大西結花 - 1988年7月号
- 中村由真 - 1988年8月号
- 西村知美 - 1988年9月号
- 島田奈美 - 1988年10月号
- 磯崎亜紀子、増田未亜、田山真美子(地球防衛少女イコちゃん2) - 1988年12月号
- 岩井由紀子(ゆうゆ) - 1989年1月号
- 生稲晃子 - 1989年2月号

創刊当初はアイドルがらみの記事の比率も高く、小説とアイドル系の記事の比率は半々であったが、徐々に小説系の比率が高くなると、創刊1周年を機に1989年3月号よりアイドルの表紙からアニメ風イラストの表紙に切り替わっていった。この頃には完全に小説とアニメ・マンガ系中心の記事になり、アニメ雑誌風の様相を呈していった。

### ガメル連邦
創刊号から「ガメル連邦」という読者参加ページが5年間にわたって掲載され、読者は「国民」と称された。「国民登録」という形で葉書を送ると国民登録ナンバーが打刻された「ガメル連邦国民証」というカードを貰うことが出来た。ガメル連邦の投稿国民は自然発生的に「ガメリアン」と自称したが、（ガメリアン同士でギルドを組む制度もあった）ガメリアンの中から後に商業デビューを果たしてプロ作家となった者も多い。
さらに読者投稿コーナーや各種企画内で通用する通貨「ガメル」が、創刊号から3 - 4号ほどの間は付録としてシール式のガメル札、それ以降は切り取り式の紙タイプで読者に配布されていた。なお、ガメル札の最高額は50万ガメルで、読者投稿などでこれを貰えた読者は数少ないといわれており、インターネットもなかった創刊当時は実物を見る機会が少なく、幻のガメル札とも呼ばれていた。

### メディアミックス誌として
創刊前に作成されたPR用媒体資料には「ホビーが好きな、中学・高校生が主流です。ティーンズのための新世代マガジン」「アニメやゲームで育ったメディアミックス世代のための月刊ドラゴンマガジン」といった記載がされており、当初から複数のメディアに親しむ購買層がターゲットであることが窺えた。ただ内容としても“メディアミックスのための戦略誌”という性質の強く出されているが、詳細は展開されていた企画や作品ごとに様相が異なっている。まず初期は複数のメディアを交えた物語世界の表現方法として誌面を構成していた。やや時期を並行しメディア横断的な特集などや、「機動警察パトレイバー」などの外部作品のメディアミックスへの関与、「風の大陸」「宇宙一の無責任男」など掲載作品を起点としたメディアミックスによりその性質を深めていった。また、角川書店のアニメ誌『ニュータイプ』やゲーム誌『コンプティーク』とは併読が高く、角川の子会社の雑誌としてメディアミックスの取り上げ先として読者を共有していたのだった。

### 創刊10周年
10周年を迎える頃には、年に1度、富士見レーベルで実際に本を出している作家たちが新作品を競い、読者投票で新連載作品を決める「龍皇杯」が開催されており、第7回の開催後しばらくの休止期間を経たが2013年に復活した。2000年代初頭にはトレーディングカードゲームのプロモーションカードが付属し、2010年頃までタイアップされたカードがたびたび付録となった。
富士見ミステリー文庫の創刊も同時期であり、『ファンタジアバトルロイヤル』では発刊当初、月刊ドラゴンマガジンと富士見ファンタジア文庫の番外編作品が多くを占めたものの、富士見ミステリー文庫の連載が表紙を飾ることも多かった。

### 他ジャンルからの影響
ギャルゲーのノベライズの刊行点数は少年向けライトノベルレーベル中では少ない部類であるが、そのヒットにあやかった作品は1999年からみられ、徐々に点数を増やした。ギャルゲーに含まれる男性向けエロゲーのライターも2008年ころより小説連載をするようになった。
自社の発行する漫画雑誌の連載作品のノベライズは、それまでも富士見ファンタジア文庫および富士見ミステリー文庫より刊行されていたが、連載されるようになったのは2005年からといえる。

### 隔月刊化後
隔月刊化後、発売される前後の月に発売される富士見ファンタジア文庫の新作のお披露目に力を入れるようになった一方、アナログゲーム系の扱いは紙面での印象は薄くなった。
2010年代後半には、特集や挿絵の描き下ろしが減少した。代わりに既存のイラストの流用が目立つ。また、掲載小説も新作のファンタジア文庫作品の冒頭試し読みが増え、連載作品は減少した。フェアなどで特別な非売品として配布された冊子からの再掲載も行われるようになった。

### 黎明期から休刊まで
創刊当初、初版10万部だったものの、1年で実売2万部に落ち込んだ。しかし、その機にアイドル表紙からイラストに変えたり好評だった『風の大陸』の特集を頻繁に行うといったリニューアルが図られ、ファンタジア文庫新人賞受賞の『スレイヤーズ』が登場するなどしたことで売れ行きがアップし、累計赤字は解消される。1990年には4万5千部から6万5千部に部数を伸ばし、部数の上昇から「FANTASY SENSATION」というキャッチコピーの狙い通りに、コンピュータRPGなどでファンタジーに触れて育った世代の支持を集めたとされる。1991年には7万部の人気雑誌となった。しかし人気のピークを過ぎたか、2005年に公表された印刷証明付き発行部数は59,417部である。文芸小説誌という枠の中では好調な部数だったとはいえ、対策として行われた隔月刊化の影響も少なからずあり部数はさらに下がり、2010年代後半までに約35,000部になっている。
作品の中には、主人公が道に迷ったままついに本編にはまともに登場せずに、そのまま終了したものもあった（火浦功『キャロル・ザ・ウェポン』）。また他の作品においても、話が途中で切れているものや単行本化されていないものもある。
2025年1月9日、同年3月発売の5月号をもって休刊することが公式Xで発表された。

## 主な作品
| - アサシンズプライド - あやうしDNA - EME - 雷の娘シェクティ - 異形三国志 - いつか天魔の黒ウサギ - エクウス - エンジェル・ハウリング - セイバーマリオネットJ - 王様のプロポーズ - 織田信奈の野望 全国版 - おまえをオタクにしてやる から、俺をリア充にしてくれ! - カオス レギオン - 影執事マルクシリーズ - 風の聖痕 - 風の大陸 - 神の盾レギオン - かりん - 艦隊これくしょん -艦これ- - 気象精霊ぷらくてぃか - 機動警察パトレイバー - キミと僕の最後の戦場、 あるいは世界が始まる聖戦 - キャロル・ザ・ウェポン - 空戦魔導士候補生の教官 - グランクレスト戦記 | - グランブルーファンタジー メンバーズフェイト - 経験済みなキミと、経験ゼロな オレが、お付き合いする話。 青春回想録 - ゲーマーズ! - 鋼殻のレギオス - ご愁傷さま二ノ宮くん - これはゾンビですか? - 冴えない彼女の育てかた - ザ・サード - サクラ大戦 轟華絢爛 - GENEZ - SH@PPLE -しゃっぷる- - 新米錬金術師の店舗経営 - スパイ教室 - スレイヤーズ すぺしゃる - スクラップド・プリンセス - スプライトシュピーゲル - 生徒会の一存 - それゆけ!宇宙戦艦ヤマモト・ヨーコ - 対魔導学園35試験小隊 - 通常攻撃が全体攻撃で二回攻撃の お母さんは好きですか? - ディスパレイト! - デート・ア・ライブ - 天地無用!魎皇鬼 - 転生王女と天才令嬢の魔法革命 | - 伝説の勇者の伝説 - 東京タブロイド - 東京レイヴンズ - 道士リジィオ - ハイスクールD×D - バセット英雄伝 エルヴァーズ - 百星聖戦紀 - 非オタの彼女が俺の持ってる エロゲに興味津々なんだが…… - 棺姫のチャイカ - 火の国、風の国物語 - H+P -ひめぱら- - 氷結鏡界のエデン - 封仙娘娘追宝録 奮闘編 - BLACK BLOOD BROTHERS - フルメタル・パニック! - へっぽこあんてぃ〜く - 本日の騎士ミロク - 魔術士オーフェン 無謀編 - まぶらほ - 魔法戦士リウイ - マリオン&Co. - メルヴィ&カシム - ユミナ戦記 - 灼熱の竜騎兵 - ラレコ劇場「くわがたツマミ」 - ロクでなし魔術講師と禁忌教典 |

### 主なイラストストーリー
- 赤い角笛 プラネットブルート神話（都築和彦）
- デンキ 伝説の科学処やなぎや（鶴田謙二）

| - アリアンロッド・リプレイ シリーズ - シャドウランリプレイ - ソード・ワールドRPGリプレイ 第1部〜第5部 - 新ソード・ワールドRPGリプレイ シリーズ - ソード・ワールド2.0リプレイ - ルナル・サーガリプレイ | - ソード・ワールドRPGアドベンチャー - ソード・ワールドRPGシアター - パラダイス・フリート - 龍皇杯 - 小説創るぜ! | - にゅうっとグランプリ - 狗牙絶ちの劔-刀と鞘の物語- - ドラぴく - サイキックハーツ |

| - 超解!FUJIMIミステリー - にゅうっと読本! - ドラゴンマガジンクロニクル | - ファンタジア文庫総合目録2009 - 別冊 ちょこドラ。 - ドラゴンマガジン文庫 - ボカロ小説コンプリートBOOK | - 龍皇杯ブック ドラゴンカップ - OPPAIドラゴンマガジン - ロクでなしマガジン など |

### 主な漫画作品
| - 甘城ブリリアントパーク？ふも（東皓司） - ヴェルバーサーガ（結城信輝） - ウルフマン・ロード（青木邦夫） - オオカミが来る!（納都花丸） - 4コマ くまわら（うめ） - グランクレスト戦記 どろっぷあうと（深遊） - 機神幻想ルーンマスカー（出渕裕） - CROSSING GAME（やまむらはじめ） - 鋼殻のレギオス（深遊） - 49デイズドライバーSich days driver（緋尾乃稔巳） - 蒼穹のカルマ 4コマ（珠月まや） - デイト・ア・オリガミ（珠月まや） - Dimension 0 歴史を刻む者たち（ムラナコ） | - でたとこプリンセス（奥田ひとし） - 突撃!へっぽこ冒険隊（浜田よしかづ） - ドラゴンハーフ（見田竜介） - はいぱーぽりす（MEE） - ビーストマスター（ゆうくりっど） - ヘカトンテイル（ざら） - 放課後トロイメライ（日吉丸晃） - 冒険者の宿!（しまだわかば） - POSSESSION TRACER（米村孝一郎） - ほんばと♪（玉岡かがり） - マトゥルスの血族（沢田一） - レストレイション・マジック（大路流） - ろーぷれぐるぐる（きゆづきさとこ） |

#### 漫画作品のアニメ化
| 作品               | 発売年        | アニメーション制作 | 備考 |
| ------------------ | ------------- | ------------------ | ---- |
| ドラゴンハーフ     | 1993年        | ING                |      |
| でたとこプリンセス | 1997年-1998年 | J.C.STAFF          |      |

放送期間中の他誌からの移籍作品も含めると『はいぱーぽりす』もTVアニメ化されている。

## ファンタジアバトルロイヤルの主な作品
| - 描きかけのラブレター - 鑑定屋レオン - GOSICK -ゴシック- - 食卓にビールを - しずるさんシリーズ - 熾天使たちの5分後。 - 召喚士マリア | - ストレイト・ジャケット - タクティカル・ジャッジメント - 武官弁護士エル・ウィン - マルタ・サギーは探偵ですか? - 召喚教師リアルバウトハイスクール - ROOM NO.1301 - 夜刀姫斬鬼行 | - 君に捧げる鎮魂歌（水上カオリ） - カーリタースの風によせて（椎名優） - てりぶるマシンツインズ（納都花丸） - パノのみに冒険（きゆづきさとこ） - なんとなく伝説の勇者の伝説（とよた瑣織） |